# Lelaps halidayi
Lelaps halidayi är en stekelart som beskrevs av William Harris Ashmead 1904. Lelaps halidayi ingår i släktet Lelaps och familjen puppglanssteklar. Inga underarter finns listade i Catalogue of Life.